# Wallenborn
Wallenborn là một đô thị ở huyện Vulkaneifel, khoảng 10 km về phía tây nam Daun, trong bang Rheinland-Pfalz, phía tây nước Đức. Đô thị này có diện tích 8,32 km², dân số thời điểm ngày 31 tháng 12 năm 2006 là 478 người.